# Ez a Divat
Az Ez a Divat magazin egy országos divatlap volt. 1949 telén jelent meg az első, 1993-ban az utolsó száma, majd 2000–2002 között jogutóda, Mai Ez a Divat címen. Több budapesti kiadó is működtette. Eleinte az Állami Lapkiadó (1949–1954), majd a Műszaki Kiadó (1955), a Lapkiadó Vállalat (1955–1987), a Pallas (1989–1991), végül pedig a Hírlapkiadó, a 2000-es években a Magazin Média Kft. adta ki.

## Története
A második világháború után első, kizárólag divattal foglalkozó lapként, 1949 végén jelent meg. A kor szelleme miatt – ugyanis nemcsak az üzleteket, a tervezést is államosították, ezért – az Ez a Divat lapjain a ruhatervezők, a híres ruhaszalonok ruhái helyett a névtelenség és a konfekciógyártás modelljei váltak uralkodóvá, a Ruhaipari Tervező Vállalat rajzai jelentek meg, miközben a francia, angol divat híreit száműzték.
A dolgozó nőnek természetesen más ruhadarabokra van szüksége a mindennapi életben, mint a »dísznő«-nek. A modern tervezőművésznek nem az a feladata, hogy néhány divatdámának agyaljon ki soha nem látott ruhafantáziákat, hanem hogy millió és millió nő számára tervezzen szép és praktikus ruhákat, melyek az élet, az otthon, a munka, a sport és az ünnep alkalmainál jól szolgálják a millió és millió dolgozó asszony igényeit.
A cikkek szerzői előszeretettel állították szembe a kapitalista rendszer hibáit az új szocialista célkitűzésekkel. Csupán 1953-tól jelentek meg rendszeres képes tudósítások az újságban Párizs, London, Róma újdonságairól, és átfogó körképek a magyar tervezők alkotásairól. A lap rajzait, divattanácsait az 1960-as években már rendszerint Lukács Zsuzsa készítette. A férfidivat Magyarországon a Nők Lapja és 1958-tól az Ez a Divat oldalain jelent meg elsőként. Az államosított lapkiadás véleményformáló, divatra specializálódott, széles közönséghez szóló lapja, ekkor az ország egyetlen divatsajtó-orgánuma volt.
A divatlap eleinte rendszertelenül, évenként többször jelent meg, majd 1953-ban negyedévenként, 1954–1956 között kéthavonta, azután pedig havonta 1993-ig. 1957 tavaszára a Nők Lapja mellett az Ez a Divat érte még el – 2 év alatt megduplázva – a számonként százezres példányszámot. Az addig jellemző divatrajzokat egyre inkább a divatfotók váltották fel, míg a termelési riportok és propagandacikkek helyére fokozatosan társasági jellegű írások kerültek. A lap a hatvanas évek végén, hetvenes évek elején vált színessé. 1966-ban az országban legelőször az Ez a Divatban lehetett a térd fölé érő „rövid szoknyáról” olvasni és fotón látni a combközépig érő miniszoknyát, amit neves színésznőkkel (Ruttkai Éva, Torday Teri) is népszerűsítettek, noha korábban ezek nem feleltek meg a hivatalos ízlésnek, erkölcsnek.
Az 1970-es, 1980-as években Zsigmond Márta volt az Ez a Divat havilap főszerkesztője. Olyan újításokat vezetett be, melyeknek köszönhetően nemzetközi színvonalú divatlappá emelte a havilapot. Ezekben az években elérte a 250 ezres példányszámot. Ehhez hozzájárultak a későbbi években, szorosan hozzá kötődő olyan kiadványok, mint az 1977 és 1990 között évente, 256 oldalon, kemény borítóval megjelenő Ez a Divat Évkönyv, az 1985-ben elinduló Átváltoztatjuk magazin, illetve az ingyenes, általános ismereteket oktató fotómodellképző Ez a Divat-tanfolyam is. Zsigmond Márta a fotósokkal folyamatosan egyeztetve úgy látta, hogy a divatlapban elsősorban nagy, jól láttató és beszédes képeket kell közölni. A nem szigorúan beállított „mozgásban modellkedést” Safranek Anna, Tálas Kati és – az élen – Pataki Ági kezdték el megvalósítani, így a következő években a modellek már ebbe a fotózási stílusba csöppentek bele.
- Mégis, nézegetve a régi Ez a Divatot, azt mondhatom, viszonylag jó színvonalon dolgoztak.
- Több neves fotós járt nálunk így, akik váltig állították, hogy mi itt a vasfüggöny mögött mindenben titkolózunk, mert amikor megmutattuk, hol fotózunk, egyszerűen nem hitték el. Hiába esküdöztünk, arra hivatkoztak, hogy ők profik, és tudják, hogy ott nem lehet úgy világítani, ahogy a képeinken látszik.
Az Ez a Divat – és a különböző alkalmi divatkiadványok – a lapban megjelenő termékekhez nyújtott szabásminta szolgálata, illetve az előbb kérésre küldött szabásminták, majd pedig a rendelhető mellékletek útmutatást adtak a legutolsó divat szerinti modellek elkészítéséhez. A lapot szinte uralták az átalakítási tanácsok (például toldás, passzékészítés, változatos formájú gallérok, mandzsettaapplikációk, a „két ruhából egy ruha” ötletek, a háncstalp-készítés, a maradékok hasznosítása stb.). A varrás volt a nyugati divat követésének legkreatívabb, legolcsóbb és néha az egyetlen lehetősége. Neves tervezők konfekciógyártásban és házilag elkészített modelljeit így már az alsóbb osztályok tagjai is megengedhették maguknak. Gyakran előfordult, hogy az akkoriban tiltott nevesebb külföldi lapok (Vogue, L'Officiel, Elle) ruhafotóit – ha több éves késéssel is – újranyomták vagy egyszerűen leutánozták, de megtörtént az is, hogy nem nevezték nevén vagy többször összekeverték a nyugati tervezőket, majd a ruhákat mint magyar konfekció-modelleket szerepeltették.
Eközben az Ez a Divat elismert újság lett Magyarországon és külföldön – elsősorban a Szovjetunió országaiban, mivel fölvállalta a legújabb trendek, a nyugati divat megjelenítését, mint Balmain, Dior, Chanel és mások – egyaránt. Így oroszul: Это модно címmel is megjelent. Zsigmond Márta az eleinte szerény brosúrát európai színvonalú színes magazinná fejlesztette, ezért a későbbiekben úgy emlegették, hogy „a divatújságírás nagyasszonya”.
A rendszerváltáskor Medgyessy Ildikó lett a lap főszerkesztője. A médiapiac ezt követő változása azonban megpecsételte a lap sorsát. Mivel nem volt önkéntes befektető, 1993-ban ideiglenesen meg is szűnt, pedig az új főszerkesztőnek komoly rálátása volt a nemzetközi, elsősorban a francia divatlappiacra. Megváltoztatta az újság külsejét – azáltal, hogy az ofszet is bekerült a mélynyomás mellé – és tartalma révén újra olvasmányos kiadvánnyá vált. Bár mindezek által a lap korszerűbb, de drágább is lett, és további nehézséget jelentett, hogy idővel egyre több divatlap jelent meg. Az eladott példányszám csökkent, majd további nehézséget okozott, hogy a kiadó Lapkiadó Vállalatot is elkezdték összevonni a Hírlapkiadó Kiadási és Hirdetési Részvénytársasággal. Végül a kiadói jogokat eladták.
Később, a 2000-es évek elején két éven át Mai Ez a Divat címen jelent meg. A lap igazgató-főszerkesztője Szilárd Gábor, menedzsere Kovács Péter, főmunkatársa pedig Vámos Magda a Magyar Divat Szövetség elnöke volt.

## Különszámai
Ádám
Az Ez a Divat különszáma 1980–1985 között, majd 2000-ben. 1986–1988 és 1993–2000 között kiadása szünetelt. Főszerkesztője Zsigmond Márta volt.
Andi Bandi
Gyerekdivat magazin 5 (óvoda, alsó- és felső tagozat) korosztálynak: Tinivilág, sulibuli, nebuló, ovimódi, bébisarok. Az Ez a Divat és a Hungarocoop közös, 1988–1990 között negyedévente megjelent kiadványa. Főszerkesztője Medgyessy Ildikó volt.
Átváltoztatjuk magazin
Az Ez a Divat füzetsorozata 1985–1988 között. Főszerkesztője Zsigmond Márta, szerkesztője Bányász Irén volt. 1989-től Pesti Divat – Pesti Sport címmel a Népszava Kiadó Vállalat kéthavonta megjelenő képes magazinjaként folytatódott Zsigmond Márta szerkesztésében.
Család
Az Ez a Divat 1977-ben mindössze egy (ősz/tél) példányban megjelent különszáma, Zsigmond Márta főszerkesztésében.
Èto modno
Az Ez a Divat 1987–1990 között, Zsigmond Márta szerkesztésében félévente megjelenő más nyelvű kiadása, oroszul: Это модно.
Gabi
Az Ez a Divat különszámaként jelent meg 1976–1979, majd Gabi-mami címmel 1980–1985 között.
Kismama
Az Ez a Divat különszáma 1977–1983 között, Zsigmond Márta főszerkesztésében.
Konyha
Az Ez a Divat különszáma 1976-ban.
Mami
Az Ez a Divat különszáma 1976–1979 között, Zsigmond Márta főszerkesztésében.
Molett Módi
Az Ez a Divat füzetsorozata 1986–1987 között. Főszerkesztője Zsigmond Márta, szerkesztője Bányász Irén volt.
Rómeó
Az Ez a Divat évi két alkalommal megjelenő különszáma 1987–1988 között, Zsigmond Márta főszerkesztésében.
Szabadidő
Az Ez a Divat különszáma 1977–1985 között, Zsigmond Márta főszerkesztésében.
Továbbá:
Egy önálló cím nélküli különszám 1969–1976 között jelent meg.
Mellékletei:
- Ez a Divat kézimunka melléklet (1960–1963)
- Ez a Divat kötött album (1953–1955)
- Szabásminta melléklet (1975–)

## Rovatok
- Ki lesz az év manekenje?; Átváltoztatjuk; Mindnyájunk szakácskönyve; Ez a divat konyhája; Gombolyag; Cérnaegyetem; Művészbejáró; Szerkesztői üzenetek; Ez a divat szabásminta melléklete;  Fortélyok; Az Ez a divat lakberendezési rovata; Ez a divat Klub; Az Ez a divat szépségiskolája; Ádám férfidivat, Tervezők asztala, Gombolyag rovat, Gyárról gyárra című rovat, Lakberendezési rovat, Fortélyok című rovat; Ez a divat konyhája Receptek című rovat; Cérnaegyetem című rovat; Szépségápolás, Fodrászat;  Makramé iskola c. rovat.

## Munkatársak

### Főszerkesztők
- Faragó Ilona
- Zsigmond Márta[15] – helyettesei: Szabó Márta és Várhelyi L. Tamás
- Medgyessy Ildikó[21]

### Szerkesztők
képszerkesztők:
- Lengyel Miklós (fotós, átmenetileg volt a lap képszerkesztője is)[3]
- Várhelyi Tamás[29]

### Újságírók
- Hámori Judit,[29] Bangó Éva,[30] Baróti Géza,[30] Mérő Éva,[30] Komlósi Gábor.[30], Faragó Ilona; Nádor Vera; Vámos Magda (divattervező); Sárdi Mária; Dobay Miklós; Brád András, Vas Júlia újságíró Tervezők asztala című rovat, stb; Prósz Veronika (iparművész); Moldován Katalin, Ruszti Béláné; Dr. Medgyessy Ildikó;  Filep István; Bedecs Éva újságíró; Baranyai Judit, S. Nagy Márta újságíró; Somos Ágnes újságíró; Pilhál György újságíró; Pelle Józsefné; Czeglédi Katalin; Faluhelyi Györgyi, Tankó Judit (iparművész); Jánossi Anikó újságíró; Dolezsál Mária;  T. András Emil; Vincze Gizi (iparművész); Kalász Katalin újságíró; Körmöczy Éva újságíró; Fekete Klári újságíró; Fodor Mari újságíró, olvasószerkesztő.

### Fotósok
- Komlós Lili,[3] Módos Gábor,[29] Lengyel Miklós,[3] Bacsó Béla,[29] Fenyő János,[30] Fábry Péter István,[29] Dióssi Ferenc,[30] Rózsavölgyi Gyöngyi,[29] Kotnyek Antal,[31] Almási László,[32] Varró Géza,[33] Novotta Ferenc, Vinkovich László, Rákoskerti László, Danis Barna, Vincze Péter.

### Fodrász
- Hajas László[30]

### Sminkes
- Sipos Zita[30]

### Manökenek, fotómodellek
- Balogh Éva (modell), Barna Ilona (1977–1985),[29] Csató Mari,[30] Szentpéteri Györgyi,[35] Lantos Piroska,[35] Pataki Ágnes,[29] Pintér Judit, Pintér Klára, Pintér Mária,[29] Badonyi Vali,[29]Gaál Zsuzsanna, Felkai Anikó,[29] Schmidt Bea,[35] Takács Éva,[29] Szőnyi Kinga,[30] Safranek Anna,[29] András Judit,[30] Halász Ilona,[30] Welzer Erzsébet,[30] Zuggó Erika,[35] Szedres Mariann,[30] Kristyán Judit,[30] Molnár Vali,[30] Hegedüs Mari,[30] Komjáthy Ági,[35] Bálint Ági,[29] Bíró Ilona,[30] Rák Kati,[36] Tálas Kati,[30] és Háfra Mari.[30] Továbbá: Takáts Szilvi,[29] Patz Dóri,[30] Diós Kati.[35] Dobrovolszky Ágnes,[30] Sütő Enikő,[30] Baróti Györgyi,[30] Borsovszky Ágnes,[30] Hajós Judit,[35] Hízó Erika,[35] Bolyos Ibolya,[35] Farkas Márta,[35] Vadász Éva,[35] Lajkovits Ági,[35] Rábaközi Andrea,[33] Fekete Klári, Kovács Valéria, Bozzay Margit, Zám Edit, Bayer Kató, Bakos Ilona, Keresztes Orsi, Kertész Éva, Szőnyi Ildikó, Hágelmayer Veronika, Kemenes Mari, Garamvölgyi Adrien, Dombrády Éva, Balonyi Kyra, Bolla Ági, Léránt Erika, Oláh Emese, Pintér Sylvia, Pogány Klári, Takács Zsuzsa, Szilágyi Mari, Saáry Éva (modell), Kelemen Mária, Ribarszky Edit, Kirsch Mária, Eisler Annamária, Turcsányi Éva, Tóth Adrienn (modell), Tóth Rita,  Pusztai Noémi, Ollári Rita, Jurszik Mária Magdolna, Dutombé Danielle, Klement Mária, Jaksity Kata

### Férfimanökenek, fotómodellek
- Müller Péter, Baráth Zoltán, Balassa Gábor (modell), Forgó Ferenc, Vida Sándor, Fabinyi János, Magyari Beck Eduárd, Sántha István, Bárányi Zoltán, Benkő István, Mátyók József, Vinkovich László, Girardi Géza, Klinszky Gábor, Sauska Ádám, Balassa Gábor (modell), Bakos János (stílustanácsadó), Bártfai Róbert, Norman Gábor, Ollári Béla, Szőcs András, Moczó Dénes, Albertini János, Honvéd Tibor, Gajdos Tamás, Budai István, Varga Lajos, Kádi László, Czebe László, Lajkó István, Hugai István, Várszegi József, Tábori Iván, Tóth György Tibor, Boross Ferenc, Horváth Attila, Pál Sándor, Szablya Ákos, Varga Sándor, Szécsi Pál,